# Schömberg (Thuringe)
Pour les articles homonymes, voir Schömberg.
Schömberg est une ancienne commune rurale de Thuringe (Allemagne), située dans l'arrondissement de Greiz. Elle fait partie de la Communauté d'administration Leubatal (Verwaltungsgemeinschaft Leubatal).

## Géographie

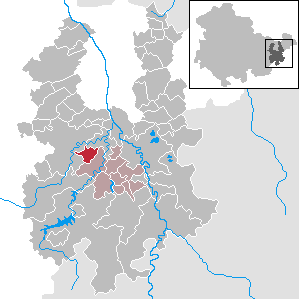
Situation de la commune (en rouge) dans l'arrondissement

Schömberg est située au nord-est de l'arrondissement, sur la rive droite de l'Auma, au sud du lac de retenue de l'Aubatalsperre. La commune appartient à la communauté d'administration Leubatal et se trouve à 2 km au sud-ouest de Weida, à 13 km au sud de Gera et à 20 km au nord-ouest de Greiz, le chef-lieu de l'arrondissement.
Communes limitrophes (en commençant par le nord et dans le sens des aiguilles d'une montre) : Harth-Pöllnitz (villages de Grochwitz et Rohna), Weida et Steinsdorf.

## Histoire
La première mention de Schömberg date de 1209.
Schömberg a fait partie du Grand-duché de Saxe-Weimar-Eisenach (cercle de Neustadt an der Orla) jusqu'en 1918. Le village a ensuite été intégré au land de Thuringe en 1920 (arrondissement de Gera). Après la seconde Guerre mondiale, la commune rejoint la zone d'occupation soviétique puis la République démocratique allemande en 1949 (district de Gera, arrondissement de Greiz).

## Démographie
Commune de Schömberg :
| 1910 | 1933 | 1939 | 1995 | 2000 | 2005 | 2010 |
| ---- | ---- | ---- | ---- | ---- | ---- | ---- |
| 131  | 127  | 112  | 123  | 128  | 113  | 115  |

## Communications
La commune est située sur la route régionale L2331 Steinsdorf-Weida.